# ميك ماكلولين
ميك ماكلولين (بالإنجليزية: Mick McLaughlin)‏ (5 يناير 1943 في المملكة المتحدة - 6 ديسمبر 2015) هو لاعب كرة قدم بريطاني في مركز قلب الدفاع. لعب مع نادي هيرفورد ونيوبورت كونتي ونادي تشيلتنهام تاون لكرة القدم وLovell's Athletic F.C. ‏.

## وصلات خارجية
- ميك ماكلولين على موقع قاعدة بيانات كرة القدم.إي يو (الإنجليزية)